# 11793 Чуйковія
11793 Чуйковія (11793 Chujkovia) — астероїд головного поясу, відкритий 2 жовтня 1978 року.
Тіссеранів параметр щодо Юпітера — 3,203.